# Заседа на Сјемећу новембра 1944.
Након успешног пробоја претходнице Групе армија Е од Вишеграда до Сарајева, Немци су успоставили саобраћај тим путем, док су се делови 27. источнобосанске дивизије НОВЈ оријентисали на препаде на немачке транспорте. Највећи успех остварен је постављањем заседе на Сјемећу код Вишеграда 28/29. новембра, кад је уништена велика немачка транспортна колона, што је забележено и у ратном дневнику команде Групе армија Е.

## Претходне борбе и искуства
Група армија Е, односно њена „Претходница Шојерлен“ током борби 14-21. новембра 1944. одбацила је 27. дивизију НОВЈ са комуникације Вишеград - Сарајево, која је у том периоду била од великог значаја. Већ 22. новембра у Рогатицу је стигао штаб немачког 22. армијског корпуса са главнином 11. ваздухопловне пољске дивизије.
После продора немачке групе „Шојерлен“ према Соколцу 20. новембра 1944, у склопу пробоја Групе армија Е кроз источну Босну, 27. дивизија НОВЈ одбачена је са саме комуникације Вишеград - Сарајево, али њена борбена активност према комуникацији није престајала. Састојала се у борбама против обезбеђења која су штитила покрете колона друмом. Да би се могао извести непосредан напад на колону у покрету требало је савладати обезбеђења постављена на околним истакнутим тачкама, или се провући између њих. Тих дана је време био ведро, па су савезнички авиони 21. и 23. новембра снажно бомбардовали немачке колоне на друму Вишеград - Рогатица - Соколац и саму Рогатицу.,
Делови 19. бирчанске бригаде током ноћи 23/24. новембра, поставили су заседу код Рудина. Око 3 часа ујутро у заседу је ушла немачка колона. Батаљони 19. бригаде и нанели су јој губитке. Око четири часа заседа је држала под својом контролом друм и зауставила саобраћај на њему. Да би је одбацили, Немци су предузели напад од Соколца и са пута, што се претворило у целодневну борбу.
Из ове и сличних борби штаб 27. дивизије закључио је да су Немци добро обезбедили друм од Рогатице до Подроманије и да се због тога на њему не могу постићи значајнији резултати при датом односу снага. Зато је 27. новембра решио да изведе напад у близини Вишеграда, проценивши да на том делу саобраћајнице обезбеђења нису толико јака и рачунајући на изненађење. За извршење тог задатка образовао је борбену групу, назвавши је групом ударних батаљона (три из 16. муслиманске и два из 20. романијске бригаде). Ова ударна група требало је да се наредног дана прикупи у селу Обади, да се ноћу 28/29. новембра неопажено примакне друму и развије у дубоку заседу, те да нападне немачке колоне које се затекну на друму од села Горње Лијеске до закључно иза Сјемећа.

## Припремне радње
У борбену групу је штаб 16. бригаде одредио 2, 3. и 4, а 20. бригаде - 1. и 3. батаљон. Да би били што покретљивији, ти батаљони су оставили своје позадинске делове у рејонима распореда бригада, а са собом, поред дневнога оброка сухе хране код бораца, понели су само храну за два дана (на коњима). Покрет је извршен у току ноћи 27/28. и у току 28. новембра. Све јединице прикупиле су се 28. новембра у селу Обади. Ту је командант дивизије потпуковник Милош Зекић са штабовима бригада разрадио планове напада.
У 20 часова су све јединице кренуле према друму. Око 1 час 29. новембра цела борбена група је била развијена за напад. На њеном десном крилу је био 3. батаљон 16. бригаде, који је представљао обезбеђење од Рогатице. Друга два батаљона те бригаде развила су се на Сјемећу до Хан-Брда. Улево од њих били су батаљони 20. бригаде. На целој ширини њиховог борбеног поретка, на друму, била је у покрету непријатељева колона у дужини од 8 до 9 км ваздушне линије. Возила је са пригушеним свјетлима. Поред пута непријатељ није имао никаквог обезбјеђења. Батаљони су, крећући се шумом или пропланцима, пришли друму на блиско одстојање, негде и на 50 до 100 метара.

## Препад на немачку колону код Сјемећа
На четне и батаљонске команде отворена је ватра. Готово истовремено су сва четири батаљона засули немачку колону из свег наоружања. Око 150 аутоматских оружја (пушкомитраљеза и машинки) и десетак ручних противтенковских бацача и пт пушака тукло је возила на друму. На највећем делу пута из колоне је уследио одговор, такође јаком ватром. Чете које су биле ближе друму, а испред себе нису имале јак отпор, одмах су, после краткотрајне паљбе, кренуле најуриш и упале у распоред непријатеља. Већ после петнаестак минута почели су да горе камиони. После око сат борбе, сви батаљони савладали су отпор и сишли на друм, уништавајући заустављену колону. Након њеног потпуног уништења, сви батаљони су се без ометања вратили у концентрацијску просторију.
У дивизијском операцијском дневнику је сумиран резултат овог препада: „Резултат је био велик: запаљено је 96 камиона, 26 луксузних аутомобила, 62 мотоцикла, 2 трактора. Укупно 186 моторних возила. Уништена 2 флака, запаљено око 1.000.000 метака и огромна количина остале спреме и хране. Заплењено 87 пушака, 3 пушкомитраљеза, 5 пикаваца, 21 пиштољ, 5000 пушчаних метака (толико су борци отприлике изнели на себи), нешто одјеће и обуће, цигара, дувана, шећера, итд. Укупни непријатељски губици у овој акцији око 500 избачених из строја (од тога преко 300 мртвих). Поред осталог, убијено је 10 виших официра у камионима, међу њима један ппуковник."
Према истом извору, губици групе батаљона износили су 10 мртвих и 21 рањени борац. Овај препад забележен је и у ратном дневнику Групе армија Е : "... појачана активност банди према главном маршевском путу на одсјеку Вишеград - Подроманија. На превоју Сјемећ (10 км западно од Вишеграда), јача банда извршила ноћни напад на нашу колону наневши истој веће губитке."